# Aarhus-København gennem årene
Dette er en oversigt over motionscykelløbet Aarhus-København gennem årene. Listen opdateres løbende og er endnu ikke komplet.
| Udgave | Dato                         | Distance | Start     | Mål      | Tilmeldinger                  | Bemærkninger                                                                                       |
| ------ | ---------------------------- | -------- | --------- | -------- | ----------------------------- | -------------------------------------------------------------------------------------------------- |
| -      | 2005                         | 375 km   | -         | -        | -                             | Bus over Storebæltsforbindelsen                                                                    |
| -      | Lørdag den 1. september 2012 | 375 km   | NRGi Park | DGI-byen | 6500 (inkl. Odense-København) | Tilladelse til at cykle over Storebæltsforbindelsen i en ud af fire vognbaner mellem kl. 13 og 17. |